# Obadja Bertinoro
Obadja Bertinoro (Rabbi Obadia von Bertinori, Obadja b. Abraham da Bertinoro; * ca. 1465 in Bertinoro (Forlì); † ca. 1515 in Jerusalem) war ein italienischer Talmudist.
Seit 1486 lebte er in Jerusalem. Er verfasste einen Kommentar zur Mischna (aus Raschi und Maimonides), der fast allen Mischna-Ausgaben beigedruckt ist.